# Гулий, Наталья Владимировна
Ната́лья Влади́мировна Гу́лий (19 августа 1974, Тимашёвск) — российская гребчиха-байдарочница, выступала за сборную России в середине 1990-х — начале 2000-х годов. Участница двух летних Олимпийских игр, чемпионка Европы, серебряный и бронзовый призёр чемпионатов мира, многократная чемпионка всероссийских первенств. На соревнованиях представляла спортивный клуб Министерства обороны РФ, заслуженный мастер спорта России.

## Биография
Родилась 19 августа 1974 года в городе Тимашёвске, Краснодарский край. Училась в тимашёвской средней общеобразовательной школе № 11, активно заниматься греблей начала в возрасте двенадцати лет, проходила подготовку под руководством тренеров С. Титова и В. Михайловского, состояла спортивном клубе Министерства обороны РФ.
Первого серьёзного успеха добилась в 1995 году, когда впервые завоевала золотую медаль взрослого всероссийского первенства, одержав победу в зачёте четырёхместных экипажей на дистанции 200 метров (впоследствии становилась чемпионкой России в различных дисциплинах ещё 24 раза). Благодаря череде удачных выступлений удостоилась права защищать честь страны на летних Олимпийских играх 1996 года в Атланте, участвовала в заплывах на 500 метров байдарок двоек и четвёрток. В первом случае в паре с Ларисой Косоруковой показала в финале восьмое время, во втором вместе с Косоруковой, Ольгой Тищенко и Татьяной Тищенко финишировала седьмой.
В 1997 году участвовала на чемпионате мира в канадском Дартмуте и на чемпионате Европы в болгарском Пловдиве, откуда привезла награды бронзового достоинства, выигранные на двухсотметровой дистанции с двойкой и четвёркой соответственно. Год спустя взяла бронзу на мировом первенстве в венгерском Сегеде, ещё через год в той же дисциплине K-4 200 м добыла серебро на первенстве мира в Милане и получила сразу три медали на первенстве Европы в Загребе, в том числе золотую в программе байдарок-четвёрок на двухстах метрах. Будучи одним из лидеров женской российской гребной команды, прошла квалификацию на Олимпийские игры 2000 года в Сиднее — вновь соревновалась на полукилометровой дистанции среди двоек и среди четвёрок. В паре с Еленой Тиссиной заняла в финале девятое место, в составе четвёрки, куда также вошли Елена Тиссина, Ольга Тищенко и Галина Порываева, была седьмой.
После сиднейской Олимпиады осталась в основном составе национальной сборной и продолжила принимать участие в крупнейших международных регатах. В 2002 году успешно выступила на чемпионате Европы в Сегеде, пополнила медальную коллекцию двумя бронзовыми наградами, выигранными на дистанции 200 метров среди двухместных и четырёхместных байдарок. В 2003 году последний раз стала чемпионкой страны и вскоре приняла решение завершить карьеру профессиональной спортсменки, уступив место в сборной молодым российским гребчихам. За выдающиеся спортивные достижения удостоена почётного звания «Заслуженный мастер спорта России».
Имеет высшее образование, окончила Кубанскую государственную академию физической культуры (ныне Кубанский государственный университет физической культуры, спорта и туризма). После завершения спортивной карьеры занималась общественной деятельностью, участвовала во многих спортивных мероприятиях, связанных с пропагандой физкультуры и здорового образа жизни. Начиная с 2010 года возглавляет отдел физкультуры и спорта в администрации Выселковского района. Замужем, есть трое детей.